# Loi du plus fort
Pour les articles homonymes, voir La Loi du plus fort.

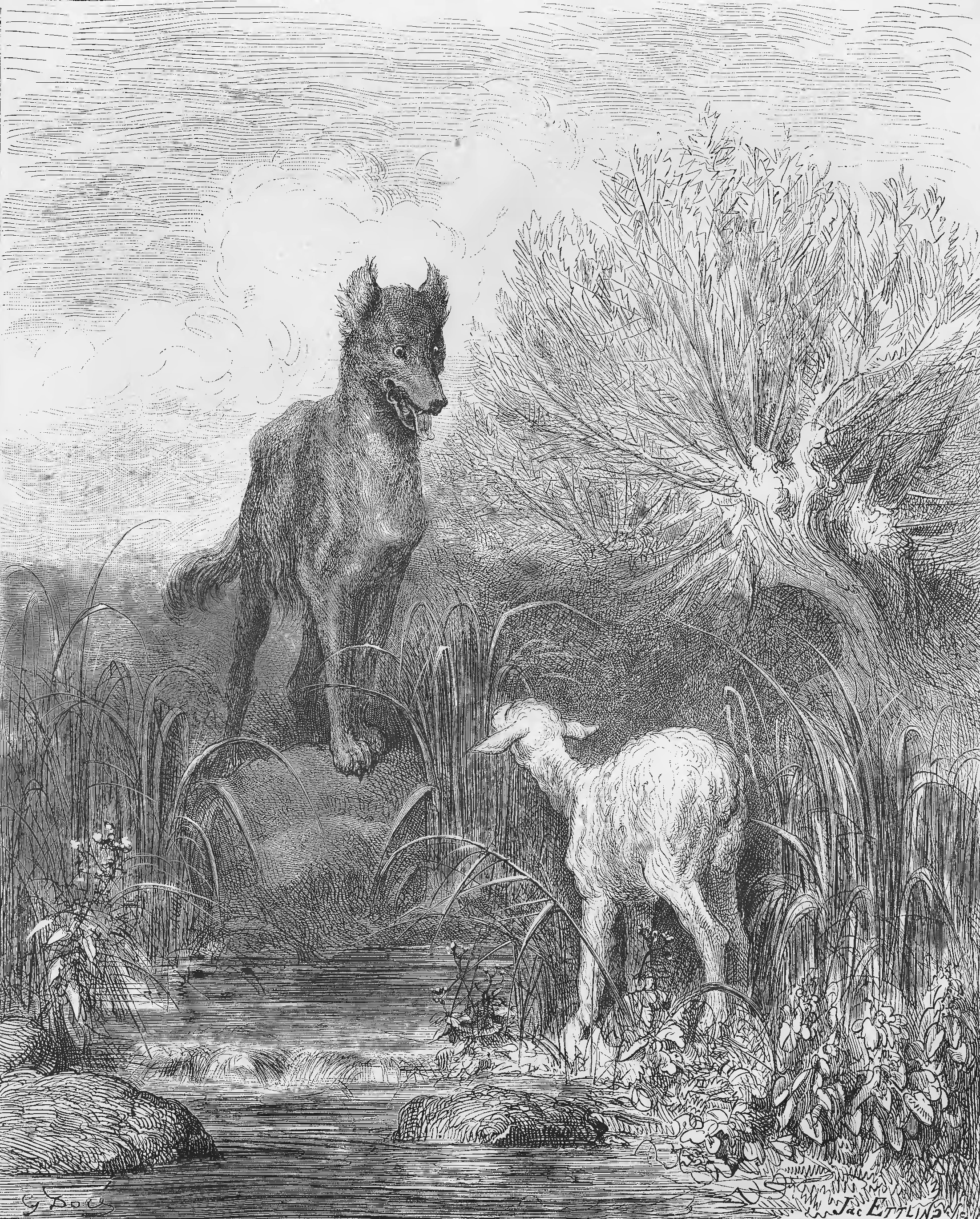
« La raison du plus fort est toujours la meilleure », morale de la fable Le Loup et l'Agneau de Jean de La Fontaine (1668).

Le droit du plus fort désigne une situation où une confrontation se résout par un rapport de force au profit d'une partie (individu ou groupe) et au détriment d'une autre.
Cette situation s'oppose au règlement à l'amiable, ou « par consensus », à l'issue duquel aucune des parties n'est censée se sentir lésée.

## Évolution des analyses
L'observation de ces rapports de force a suscité un très grand nombre d'analyses, notamment dans le champ des sciences sociales, à partir du XIXe siècle, même si on retrouve des traces de cette réflexion de façon bien antérieure.
- L'historien grec Thucydide relate dans son Histoire de la guerre du Péloponnèse un débat entre les athéniens et les habitants de l'île de Mélos, située dans le sud de la Mer Égée, à l'est de Sparte. Ce dialogue est emblématique du conflit entre raison morale et raison du plus fort. Les Athéniens exigent que les Méliens se soumettent et paient un tribut, sous peine de voir leur cité détruite. Les Méliens affirment leur droit de rester neutres, faisant appel au sens de la justice des Athéniens et à leur compassion envers une petite cité pacifique et sans défense. Les Athéniens répondent sèchement que la justice ne s'applique pas entre puissances inégales, et mettent le siège devant Mélos comme ils avaient menacé de le faire ; ayant affamé la ville et obtenu après plusieurs mois sa reddition, ils tuent les hommes en âge de se battre et réduisent en esclavage les femmes et les enfants.

- Au XVIe siècle, Nicolas Machiavel[1] estime que les rapports de force sont inéluctables : le plus faible n’est jamais assez fort pour prendre l’avantage sur son adversaire (Le Prince, 1532). Plus tard, Étienne de La Boétie s'attache à démontrer que tout pouvoir politique s'appuie sur la légitimité qu'on veut bien lui accorder et il s'étonne de la facilité avec laquelle la plupart de ses contemporains le lui accorde (Discours de la servitude volontaire, 1574).

- Au XVIIe siècle, dans sa fable Le Loup et l'Agneau, Jean de La Fontaine rappelle que les rapports de force sont d'abord fondés sur des différences entre capacités physiques.

- Au XVIIe siècle, Blaise Pascal fait remarquer qu'aucune loi ne peut s'exercer sans recours à la force, et d'une force qui, seule, ne représente aucune légitimité de droit : La justice sans la force est impuissante ; la force sans la justice est tyrannique. La justice sans force est contredite, parce qu'il y a toujours des méchants. La force sans la justice est accusée. Il faut donc mettre ensemble la justice et la force, et pour cela faire que ce qui est juste soit fort ou que ce qui est fort soit juste[2].

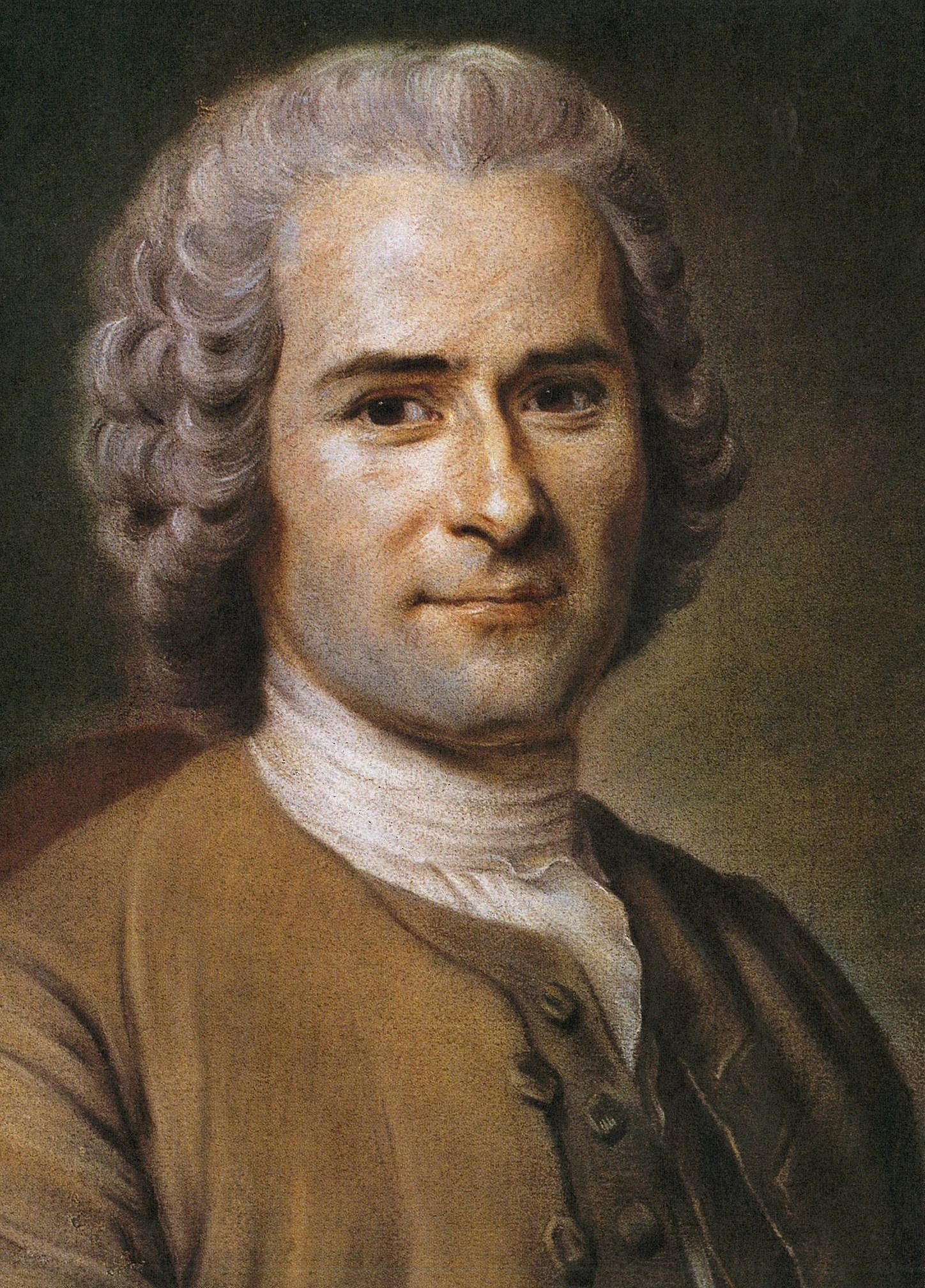
Rousseau.

- Au XVIIIe siècle, Jean-Jacques Rousseau se demande si le droit n'est pas un simple voile destiné à couvrir pudiquement la réalité de la force, « Bien instruit de mes devoirs et de mon bonheur, je ferme le livre, sors de la classe, et regarde autour de moi ; je vois des peuples infortunés gémissants sous le joug de fer, le genre humain écrasé par une poignée d'oppresseurs »[3]. Selon lui, « le plus fort n’est jamais assez fort pour être toujours le maître, s’il ne transforme sa force en droit, et l’obéissance en devoir. De là le droit du plus fort… »[4]). À la « loi du plus fort », Rousseau oppose en 1762 « le contrat social », condition minimale selon lui pour qu'un groupe ou toute une société puisse régler ses conflits et vivre en harmonie.

- Au milieu du XIXe siècle, les approches sont extrêmement contrastées. En 1807, au début du siècle, le philosophe allemand Georg Hegel nuance ce rapport de force dans son ouvrage : la Phénoménologie de l'Esprit. Hegel explique que le rapport de force entre deux parties n'est pas une simple opposition mais s'inscrit dans un mouvement dialectique. Pour Hegel, il n'y a pas seulement victoire du camp le plus fort, mais en réalité un processus symétrique d'action réciproque qui, s'il avantage temporairement le maître, finit toujours par se retourner contre lui au profit de l'esclave.

- Contrairement à une idée répandue, les théories sur l'évolution des espèces de Charles Darwin ne décrivent pas une « loi du plus fort », mais simplement la survie des organismes les mieux adaptés. Toutefois, l'idée d'une loi du plus fort naturelle est reprise dans le darwinisme social[5].

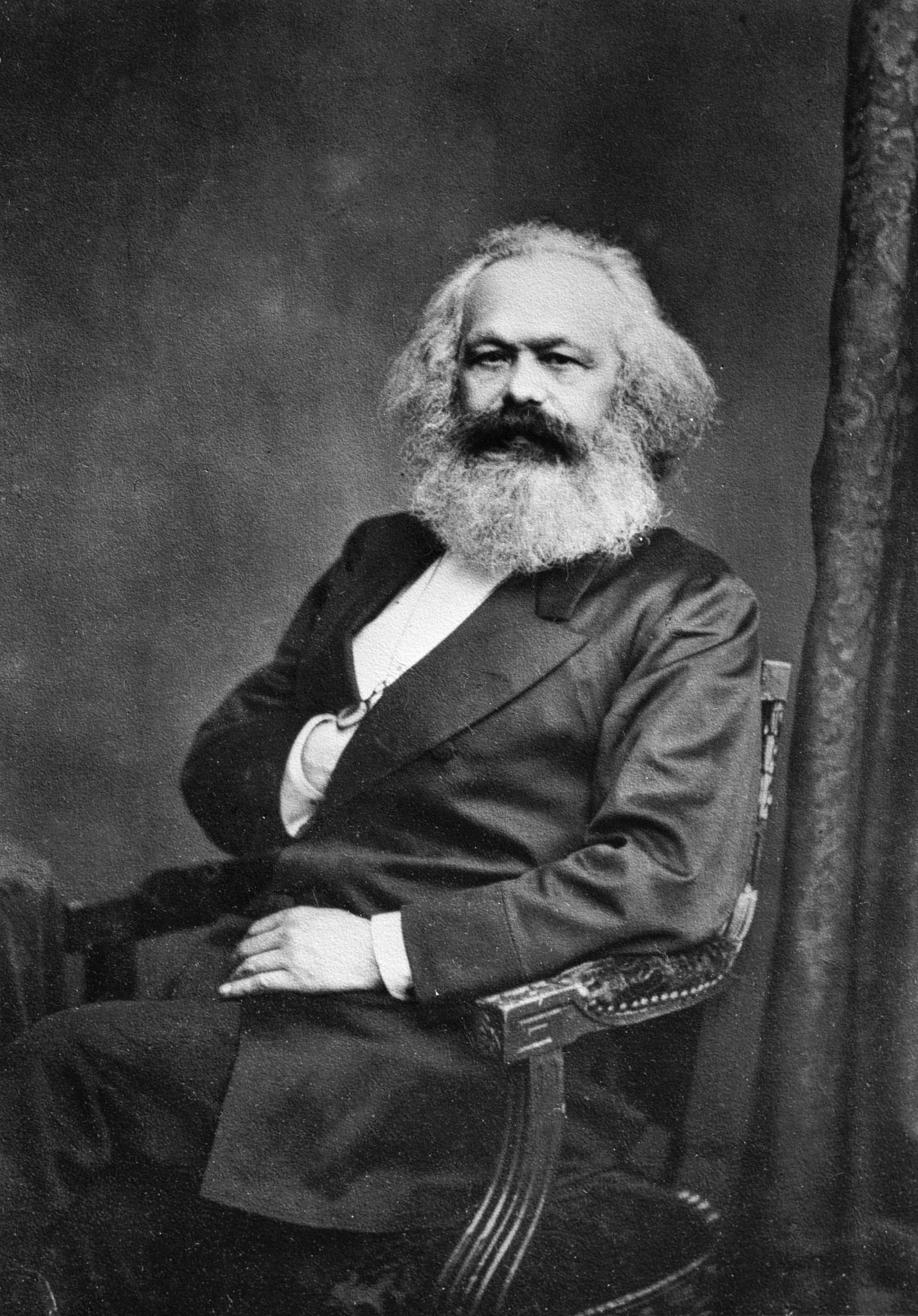
Marx.

- En poussant plus loin la pensée hégélienne, Karl Marx voit dans la domination du prolétariat par la bourgeoisie la cause d'inégalités sociales menant à l'inévitable révolution du prolétariat et l'aboutissement du communisme. À l'inverse, s'appuyant sur les travaux du biologiste Lamarck et du paléontologue Charles Darwin, Herbert Spencer, rend légitime ces rapports de force. Pour illustrer la vision de Marx, une citation circule alors sur laquelle, aujourd'hui encore, s'appuient les détracteurs du libéralisme pour fustiger celui-ci : « la liberté, c'est celle du renard libre dans un poulailler libre ». Son origine est incertaine.

- Au XXe siècle, Michel Foucault distingue la règle et la loi[6] et Pierre Bourdieu élabore toute une théorie de la domination en puisant chez Karl Marx (la société comme théâtre d’une lutte entre groupes sociaux aux intérêts antagonistes) et chez Max Weber (les rapports de domination sont aussi des rapports de sens, et sont perçus comme légitimes).